# Wey (automobilka)

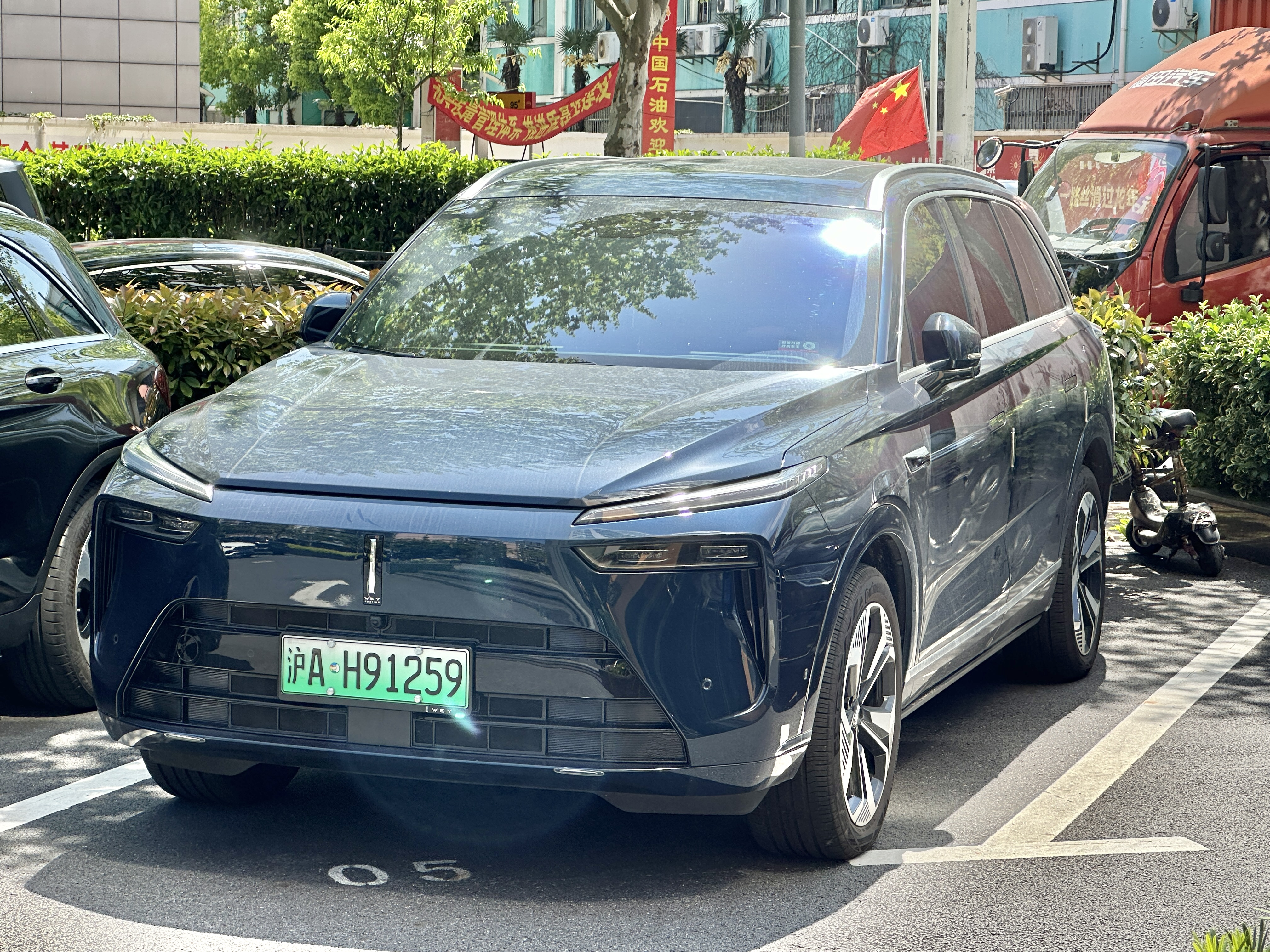
WEY Blue Mountain

Wey je čínská společnost zabývající se výrobou automobilů. Společnost byla založena v roce 2016 jako luxusní divize čínské automobilky Great Wall Motors. Prodeje byly zahájeny v dubnu 2017 v Číně. Automobilka byla pojmenována podle čínského historického státu Wei, jehož součástí byla i současná provincie Habei, na jejímž území sídlí mateřská automobilka Great Wall.

## Modely
Na autosalonu Guangzhou Auto Show 2016 automobilka Wey prezentovala prototypy vozů W01, W01 eAD a W02, tři automobilové koncepty ve formátu SUV, přičemž byly vozy osazeny technikou automobilky Haval, která je též součástí Great Wall Motors.
Na šanghajském autosalonu 2017 debutovalo sériové provedení luxusního SUV Wey VV7, které je technicky spřízněné s automobily Haval. V září 2017 bylo uvedeno SUV VV5, které míří velikostně pod model VV7 a ve stejné době automobilka poprvé prezentovala své automobily v Evropě na Mezinárodní automobilové výstavě ve Frankfurtu nad Mohanem, kde kromě stávajících modelů prezentovala také Plug-in hybrid P8 a studii SUV blízké budoucnosti nazvanou XEV. Automobilka zde zároveň avizovala, že se v dohledné době nechystá vstoupit na evropský automobilový trh.

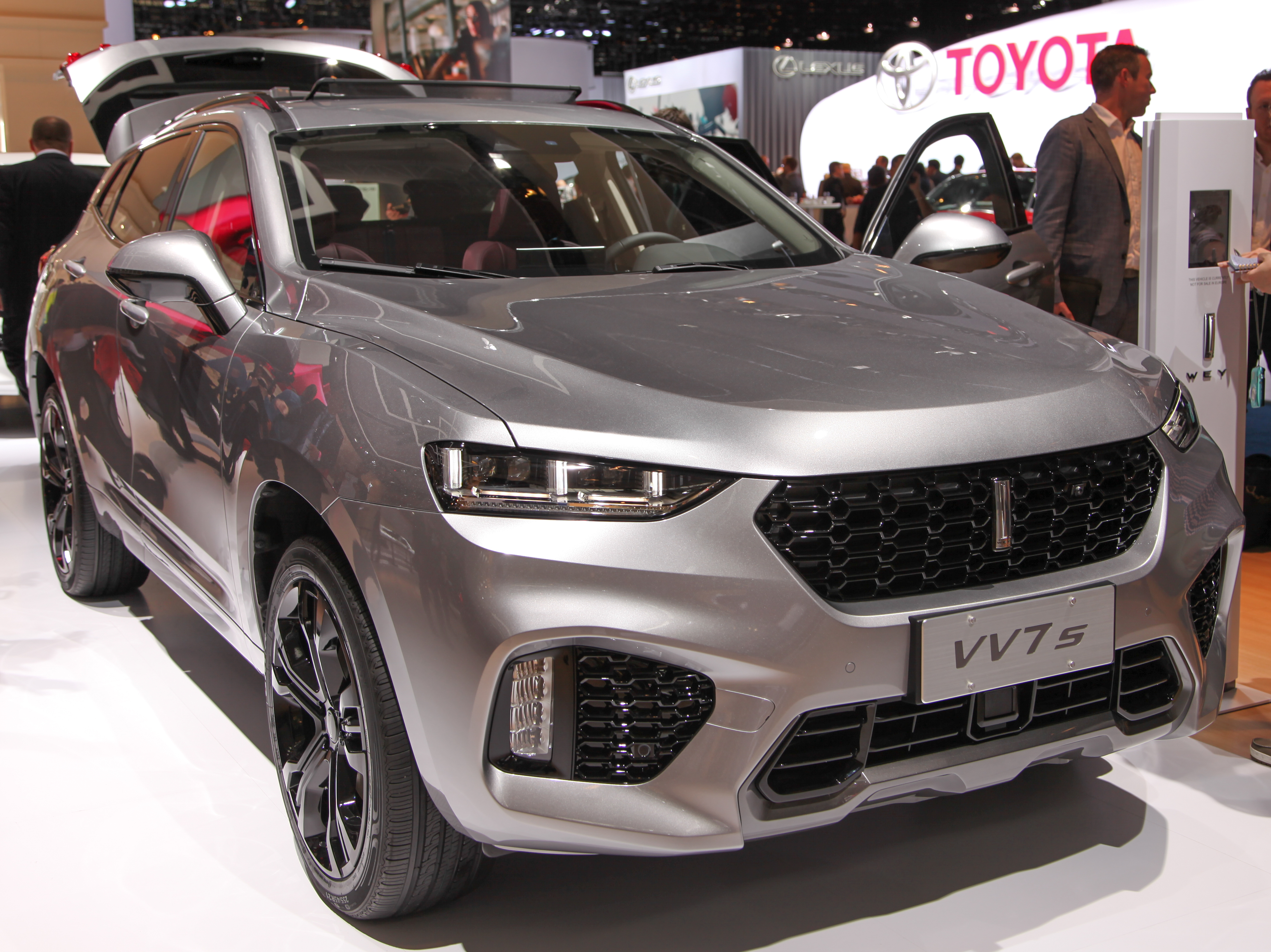
Model VV7 (2017)